# Efraín Miranda Luján
Efraín Miranda Luján (Huancané, 2 de marzo de 1925 - Arequipa, 10 de abril del 2015) fue un poeta puneño, miembro de la «Generación del 50» e integrante del grupo literario Abemur. Su obra más destacada es Muerte Cercana.Su obra se vincula a la cosmovisión andina y la identidad de los pueblos indígenas del Perú.
A lo largo de su carrera, Miranda Luján ha sido reconocido por su contribución a la preservación de la lengua quechua y por su capacidad para transmitir la riqueza de la identidad andina a través de sus versos.

## Biografía
Efraín Miranda Luján, también conocido como el "Poeta Indio", nació el 2 de marzo de 1925 en la hacienda Condorcanqui, en el distrito de Cojata, provincia de Huancané, departamento de Puno. Es el penúltimo hijo de una familia numerosa y pasó su niñez en la ciudad de Azángaro.
Llegó a Lima en 1953, y en el año 1954 gracias al apoyo de Augusto Salazar Bondy publicó su primer poemario Muerte Cercana, de cuya extensión se pueden resaltar los siguientes versos.

¡no me grites de calle a plaza: cholo, grítame deselva a cordillera, de mar a sierra, de Tahuantinsuyo a la República; INDIO! ¡Lo soi! ¡A puntapiés, insultos y balas; lo soi! ¡Explotado, robado, asesinado; lo soi! ¡Con mi esqueleto, mi ecología y mi Historia: lo soí!

A comienzos de la década de los 60 Efraín Miranda Luján regreso a Puno donde comenzó a trabajar como profesor en una escuela rural en la comunidad de Jacha Huinchoca en la región de Puno. Se sabe que empezó a redactar una novela de tinte autobiográfico sobre la vida de un profesor en el campo, sin embargo esta obra nunca fue publicada y se cree que el manuscrito fue robado.
Fue un autodidacta y junto a los escritores Oswaldo Reynoso y Anibal Portocarrero conformó el grupo literario Abemur. Además formó parte de la llamada «Generación del 50» que también estaba integrada por escritores como Julio Ramón Ribeyro, Augusto Salazar Bondy, Manuel Escorza o Blanca Varela. Sus últimos años los vivió en la ciudad de Arequipa, donde falleció el día 10 de abril del año 2015, a los 90 años de edad tras una larga enfermedad que arrastraba y lo mantenía en un delicado estado de salud.Su legado perdura no solo por su poesía, sino también por su contribución a la revalorización de la lengua y las costumbres de su tierra natal.

### Conservación de su obra

Primera edición de Muerte Cercana

En el año 2024 el Gobierno Peruano a través de la Resolución Viceministerial n.º 000213-2024-VMPCIC/MC, declaró como Patrimonio Cultural de la Nación seis unidades bibliográficas correspondientes a las primeras ediciones de Muerte Cercana, Choza y Vida.
Sus libros han sido declarados Patrimonio Cultural de la Nación, un reconocimiento otorgado por su contribución al patrimonio literario del Perú. Esta distinción resalta la relevancia de su trabajo en la construcción de una literatura que refleja la identidad y las raíces culturales de los pueblos indígenas del país.
A través de su poesía, Miranda Luján cuestionó las estructuras de poder impuestas por el colonialismo, utilizando su voz literaria como un medio de afirmación de la identidad indígena.

## Obra
Entre sus principales obras destacan:
- Muerte Cercana (Lima, Talleres Gráficos Mercagraphic, 1954)
- Choza (Lima, Editorial Humboldt, 1978)
- Vida (Lima, Editorial Humboldt, 1980)
- Padre Sol (1998)